# Un posto al sole
Un posto al sole – włoska opera mydlana, nadawana od 21 października 1996. Od początku swojej emisji serial jest nadawany na kanale Rai 3. W 2006 doczekał się spin-offu pt. Un posto al sole d'estate. Un posto al sole bazuje na australijskiej operze mydlanej Sąsiedzi.

## Aktualna obsada
| Aktor                       | Postać              | Lata               |
| --------------------------- | ------------------- | ------------------ |
| Carmen Scivittaro           | Teresa Diacono      | od 1998            |
| Luisa Amatucci              | Silvia Graziani     | od 1996            |
| Alberto Rossi               | Michele Saviani     | od 1996            |
| Peppe Zarbo                 | Franco Boschi       | od 1998            |
| Vincenzo Messina            | Nunzio Cammarota    | od 2007            |
| Germano Bellavia            | Guido Del Bue       | od 1996            |
| Daria D'Antonio             | Assunta Salvetti    | 1997–2003, od 2007 |
| Ilenia Lazzarin             | Viola Bruni         | od 2001            |
| Marina Giulia Cavalli       | Ornella Bruni       | od 2001            |
| Patrizio Rispo              | Raffaele Giordano   | od 1996            |
| Valentina Pace              | Elena Giordano      | od 2002            |
| Nina Soldano                | Marina Giordano     | od 2003            |
| Marzio Honorato             | Renato Poggi        | od 1996            |
| Luca Turco                  | Nikolin Reka Poggi  | od 1999            |
| Mario Porfito               | Alfredo Benvenuto   | od 2008            |
| Riccardo Polizzy Carbonelli | Roberto Ferri       | od 2001            |
| Greta Fournier              | Christina D'Alberto | od 2009            |
| Miriam Candurro             | Serena Cirillo      | od 2012            |
| Alessandra Masi             | Chiara Petrone      | od 2016            |
| Sara Ricci                  | Adele Picardi       | od 2018            |
| Maria Maurigi               | Alessandra Parisi   | od 2018            |
| Giorgio Borghetti           | Fabrizio Rosato     | od 2019            |
| Vittoria Schisano           | Carla Parisi        | od 2019            |
| Debora Franchi              | Christiana Mannelli | od 2020            |
| Marine Galstyan             | Thea Dimitru        | od 2020            |
| Daniela Ioia                | Rosa Picariello     | od 2022            |